# Свети Илия (Пейзаново)
Свети Илия или Кури (на гръцки: Προφήτης Ηλίας) е малка планина в Солунско, Гърция.

## Описание
Свети Илия е разположена източно от Солун, източно от село Пейзаново (Асвестохори) и северно от Ексохи. На практика е част от Хортач.
Скалите на плинаната са гнайси и мрамори.
Северно от върха, на височина 560 m, има хижа. По скалите на малкия връх Реджик на СЗ има школи за катерене.
Изкачването до върха може да стане от село Пейзаново (Асвестохори) или от Ексохи.
| Име              | Име                                       | Височина | Местоположение                  |
| ---------------- | ----------------------------------------- | -------- | ------------------------------- |
| Свети Илия, Кури | Προφήτης Ηλίας, Άγιος Ηλίας, Κουρή, Κουρί | 737 m    | СИ над Ексохи                   |
| Адамия           | Αδαμιά, Αδάμια Μύτικα                     | 652 m    | И над Ексохи                    |
| Бивур            | Αργυρό, Μπιβούρ                           | 557 m    | ССИ над Пейзаново (Асвестохори) |
| Реджик           | Κοτσύφι, Ρετζίκι, Ρεντζίκι                | 520 m    | СЗ над Пейзаново (Асвестохори)  |
| Понор            | Πανόρι, Πανόρ                             | 575 m    | С над Пейзаново (Асвестохори)   |
| Свети Илия       | Προφήτης Ηλίας                            | 600 m    |                                 |